# Monita secreta
Les Monita secreta (« Instructions secrètes ») sont un document anonyme de 1614 dont le titre originel est Monita privata Societatis Iesu. Cet opuscule donne des instructions aux Jésuites sur la manière de procéder pour acquérir pouvoir et richesses. C’est un faux –  et connu comme tel dès 1615 – mais il eut un succès considérable auprès des ennemis des Jésuites y compris jusqu'aux XIXe et XXe siècles. Il est parfois connu sous le titre français Instructions secrètes des jésuites.

## Origine et auteur

### Publication
Le livret parut à Cracovie (Pologne) en 1614, mais indiquait comme lieu d'impression Notobirga, une ville fictive. Dans l’introduction, l’éditeur - anonyme - expliquait que le livret contenait les vraies instructions de la Compagnie de Jésus, tenues secrètes par crainte que la Compagnie ne perde sa bonne réputation. Ces instructions ne devaient être confiées qu’aux plus loyaux parmi les Jésuites. À la demande des Jésuites, l’évêque de Cracovie ouvrit une enquête en juillet 1615.  L’auteur était déjà connu : Jérôme Zahorowski. En octobre l’écrit fut condamné comme faux et diffamatoire. 

### Jérôme Zahorowski
Orthodoxe, habitant la région connue aujourd'hui sous le nom d'Ukraine, Jérôme Zahorowski (ou Hieronim Jawrowski) était né en 1583 et entra dans la Compagnie de Jésus en 1599 (en Pologne). Ordonné prêtre en 1612, il ne fut cependant pas admis à la profession religieuse solennelle des 4 vœux. Profondément dépité, il quitta l’Ordre le 6 août 1614. Il semble cependant que le pamphlet avait déjà été écrit et circulait comme manuscrit depuis 1613.  Zahorowski entra dans le clergé du diocèse de Goździe. Comparaissant en octobre 1615 devant la commission d’enquête de l’évêque de Cracovie il retira toutes ses allégations. Il se réconcilia avec les jésuites avant sa mort en 1634.

## Contenu
Le texte est supposé être écrit par Claudio Acquaviva, cinquième Supérieur général de la Compagnie de Jésus.
Les 17 chapitres des Monita secreta (16 chapitres dans la première édition) donnent instructions sur le comportement que doivent adopter les jésuites pour mieux s’infiltrer dans les milieux influents, adoptant une attitude religieuse d’humilité feinte, et acquérir pouvoir politique et économique. Entre autres :
- comment se concilier les princes et personnes importantes
- que recommander aux prédicateurs et confesseurs des grands
- comment se gagner les veuves riches, disposer des biens qu’elles ont et encourager leurs enfants à entrer en religion
- qui conserver dans la Compagnie et comment se comporter avec ceux qui en furent congédiés
- qui choisir et admettre dans la Compagnie et comment les retenir
- comment se conduire avec dévotes et religieuses
- comment faire profession de mépriser les richesses

Le style des Monita secreta parodiait assez bien celui des instructions officielles de la Compagnie de Jésus. Dès 1614 il fut compris que l’auteur était au fait du ‘genre littéraire’ des documents officiels de la Compagnie, et était donc jésuite ou ancien jésuite.

## Histoire
Après l’évêque de Cracovie, le Saint Office (de Rome) condamna également le pamphlet (28 décembre 1616) comme rempli de calomnies et diffamations. Les jésuites tentèrent de racheter tous les exemplaires qui circulaient, mais c’était trop tard. Les Monita eurent dès lors leur histoire propre...
Au XVIIe siècle, 22 éditions (en 7 langues différentes) parurent, en France, Angleterre, aux Pays-Bas, en Italie et ailleurs. Souvent d’autres textes anti-jésuites y étaient ajoutés. Dans un climat politico-religieux où l’opinion publique craignait la ‘puissance’ des jésuites, le pamphlet eut du succès et fut souvent utilisé par des protestants, jansénistes et propagandistes de la théorie du ‘complot des Jésuites’. Les plus éminents parmi les adversaires des jésuites reconnurent cependant le pamphlet comme étant un faux: tels les jansénistes Antoine Arnaud et Blaise Pascal. 
Au XIXe siècle, après la restauration de la Compagnie de Jésus (1814) de nouvelles éditions virent le jour et servirent à de nouvelles campagnes anti-jésuites. Ces éditions ne mentionnent pas que le caractère frauduleux du pamphlet fut reconnu dès son origine. De grands noms reconnurent le pamphlet comme faux, Ignaz von Döllinger, Franz Heinrich Reusch, Adolf von Harnack. 
Aucun historien aujourd’hui n’accepte ce document comme authentique. Mais les Monita secreta ont probablement encore de beaux jours devant elles, les théories du complot résistant à toute réfutation rationnelle.